# Cantó de Pas-en-Artois
El cantó de Pas-en-Artois és un cantó francès del departament del Pas de Calais, situat al districte d'Arràs. Té 10 municipis i el cap és Pas-en-Artois.

## Municipis
- Amplier
- Bienvillers-au-Bois
- Couin
- Famechon
- Foncquevillers
- Gaudiempré
- Gommecourt
- Grincourt-lès-Pas
- Halloy
- Hannescamps
- Hébuterne
- Hénu
- Humbercamps
- Mondicourt
- Orville
- Pas-en-Artois
- Pommera
- Pommier
- Puisieux
- Sailly-au-Bois
- Saint-Amand
- Sarton
- Souastre
- Thièvres
- Warlincourt-lès-Pas

## Història
| Data d'elecció                           | Identitat        | Partit            | Qualitat |
| ---------------------------------------- | ---------------- | ----------------- | -------- |
| 1945-1951                                | Omer Gruel       | SFIO              |          |
| 1951-1964                                | Robert de Guigné | Divers droite     |          |
| 1964-1970                                | M. Leclercq      | Centrista         |          |
| 1970-2001                                | Albert Rivaux    | CNIP, després RPR |          |
| 2001-                                    | Ernest Auchart   | Divers droite     |          |
| les dades anteriors no són pas conegudes |                  |                   |          |
|                                          |                  |                   |          |

## Demografia
| A partir de 1990: Població sense dobles comptes |